# Equinox (bolgár együttes)
Equinox bolgár supergroup, ami Bulgáriát képviseli a 2018-as Eurovíziós Dalfesztiválon, Lisszabonban, a Bones című dallal.
Az öttagú együttes Zhana Bergendorff, Georgi Simeonov, és Vlado Mihailov bolgár énekesekből; Johnny Manuel és Trey Campbell amerikai előadókból áll.

## Tagok
- Zhana Bergendorff
- Georgi Simeonov
- Vladimir Mihailov
- Johnny Manuel
- Trey Campbell

## Diszkográfia

### Kislemezek
- Bones (2018)